# 小行星2511
小行星2511（2511 Patterson）是一颗围绕太阳公转的小行星。1980年6月11日，卡羅琳·舒梅克在帕洛马山发现了此天体。
該小行星以美國地質學家、地球化學家克萊爾·卡梅倫·帕特森命名。
这颗小行星的绝对星等为189.85408等。